# Gelis gibbifrons
Gelis gibbifrons là một loài tò vò trong họ Ichneumonidae.